# Бореевская волость
Бореевская волость — низшая административно-территориальная единица в составе Чухломского уезда Костромской губернии Российской империи и СССР, существовавшая в 1727—192? годах. Волостной центр — усадьба Острожниково.

## История
14 января 1929 года Костромская губерния и все её уезды были упразднены, большая часть Чухломского уезда вошла в состав Костромского округа Ивановской Промышленной области.

## Состав волости
По данным на 1907 год в состав волости входили нижеследующие населённые пункты.
Агапитово д. на рч. Малая Вижка, Аристово д., Бакунино д., Благачево д., Бавыкино д., Бореево с., Брилино д. на рч. Сона, Бурминское д., Быково д. Белово д., Варварино д., Васнево д., Вдовино д., Власово 1-е и Власово 2-е д., Воронцово д., Гашиково д., Герасимово д., Глазуново c. ш. на рч. Вижка, Головино д., Горка д., Гусельниково д., Дудино д. на оз.Чухломское, Ефаново д., Заболотье с., Засухино д., Захарово д. на рч. Мокша, Золотово д., Зубарево д. на рч. Юг, Иудино д., Ивашково д. на рч. Тараканов, Килино посел., Кислово д. на рч. М. Вижка, Клепинино д. на рч. Мокша, Клусеево с. на рч. Съннуха, Колотилово усадьба на рч. Белуха, Копылово д., Кортополево д., Кувшиново д. на рч. Мокша, Кудринское д., Лапино д., Левцово д. на рч. Мокша, Лосниково усадьба на рч. Фатьянка, Лутавинино д. на рч. Сона, Мартынцево д., Маслово д., Матюшкино д. на рч. Сона, Медведево усадьба на рч. Сона, Мелехово д., Мерзлухино д., Мериново д., Михайловское с., Молостово д., Негородцево д., Некрасово д., Нелидово д., Ново-Васильевское д., Ново-Павловское сельцо на рч. Таракановка, Новый посел., Овсяниково д., Ожиганово д., Озерово д. на рч. Малая Вижка, Окулово д., Острожниково ус. ш. на рч. Пенка, Першино д. на рч. Малая Вижка, Погорелово д., Подобново д., Полушино д. на рч. Березовка, Посадниково д., Починок д., Починок Якушев д. на рч. Таракановка, Привалкино д., Прядино д., Пустошка д. на рч. Таракановка, Путково д. на рч. Сона, Пятинское д., Раменье д., Ревякино д., Романово д. на рч. Ламза, Рослово д., Рыстаново д., Решетниково д., Савкино д., Салыково д., Самылово д. на рч. Сона, Сандалово д., Селино д., Семенково д., Семково д. на рч. Сона, Сивково д., Сухоруково сельцо, Сенное с., ш. на рч. Фатьянка, Терентьево д., Титово д., Токарево д., Турыково д., Тюхменево усадьба, Усольцево д., Утробино д. на рч. Ламза, Федьково д. на рч. Мокша, Филипповское д. на рч. Печенга, Фомино д., Фотьяново д., Харламово д., Черемисино д., Чужово д. на рч. Вига, Чулково д., Шеино д., Шубино д., Щукино д., Юркино д.